# مارتن بي بلومبرغ
مارتن بي بلومبرغ هو مهندس سويدي، ولد في 11 ديسمبر 1888، وتوفي في 29 مارس 1966 في وينتر بارك، فلوريدا في الولايات المتحدة.